# Man of Science, Man of Faith (Lost)
Man of Science, Man of Faith este un episod al serialului de televiziune Lost, sezonul 2.